# Odorrana zhaoi
Espèce
Odorrana zhaoi est une espèce d'amphibiens de la famille des Ranidae.

## Répartition
Cette espèce est endémique du Tibet. Elle se rencontre à environ 767 m d'altitude dans le xian de Mêdog.

## Étymologie
Cette espèce est nommée en l'honneur de Da-yu Zhao.

## Publication originale
- Li, Lu & Rao, 2008 : A new species of Cascade Frog (Amphibia, Ranidae) from Tibet, China. Acta Zootaxonomica Sinica, Beijing, vol. 2008, no 3, p. 537-541 (texte intégral).